# Tadeusz Maj (pułkownik)

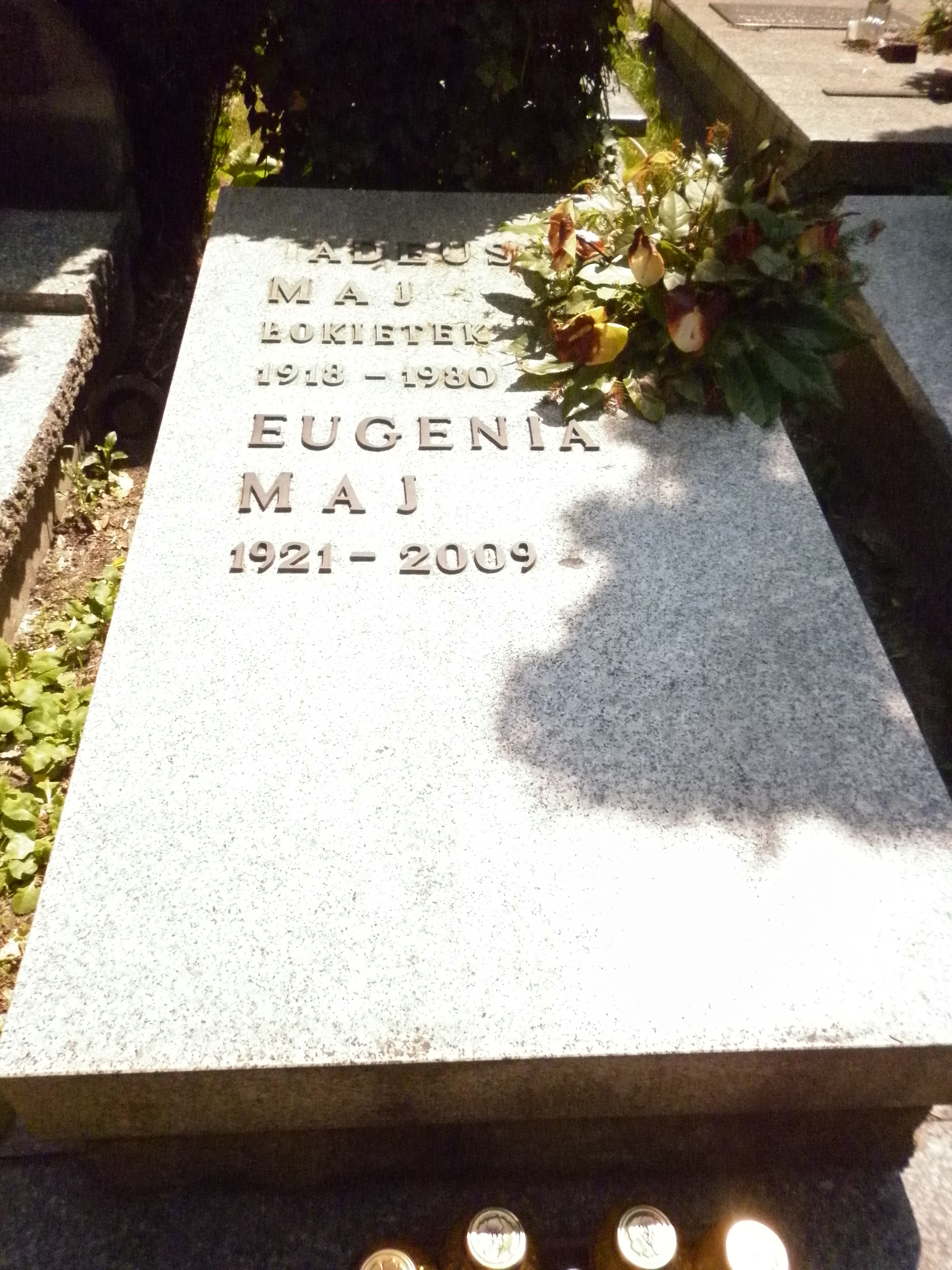
Grób Tadeusza Maja na Cmentarzu Wojskowym na Powązkach

Tadeusz Maj, ps. Rózga, Łokietek (ur. 29 stycznia 1918 w Rzeczniowie, zm. 10 maja 1980 w Warszawie) – pułkownik Wojska Polskiego, żołnierz kampanii wrześniowej, dowódca 2 Brygady AL „Świt”, zastępca dowódcy III Obwodu Armii Ludowej. Odpowiedzialny za antysemicki mord w miejscowości Kotyska.

## Życiorys
Przed wojną ukończył gimnazjum ogólnokształcące w Ostrowcu Świętokrzyskim oraz dywizyjny kurs podchorążych rezerwy przy 4 pułku piechoty Legionów w Kielcach, otrzymując stopień kaprala. W kampanii wrześniowej brał udział w walkach pod Zagnańskiem w rejonie Kielc. 
Od 1940 był dowódcą plutonu Związku Walki Zbrojnej w Rzeczniowie, a następnie podoficerem Armii Krajowej. W 1943 współorganizował w Iłżeckiem lewicową organizację „Świt”, w której pełnił funkcję zastępcy dowódcy do spraw wojskowych pod pseudonimem „Rózga”; wiosną 1944 organizacja „Świt” przystąpiła do AL. 28 kwietnia 1944 Maj objął dowództwo oddziału partyzanckiego im. Gabriela Narutowicza, przybierając pseudonim „Łokietek”. 6 czerwca 1944 oddział im. Narutowicza wspólnie z oddziałem AL im. Langiewicza stoczył walkę z Niemcami w Sulejowie; zginęło 10 Niemców, kilku zostało rannych, a 6 wzięto do niewoli. 9 czerwca oddziały te stoczyły walkę z żandarmerią we wsi Janik; zginęło 18 żandarmów i 6 partyzantów. W czerwcu 1944 roku w miejscowości Kotyska jego oddział zamordował 12 Żydów. Koło leśniczówki Lipie zamordowano dalszych 30 Żydów. 
Od sierpnia do października 1944 "Łokietek" był dowódcą 2 Brygady AL Ziemi Kieleckiej „Świt”. Brygada dokonywała wielu akcji kolejowych, jednak oprócz niszczenia niemieckich pociągów 24 sierpnia 1944 AL-owcy wysadzili na linii Częstochowa-Kielce pociąg osobowy pełen Polaków, których ograbiono, nie udzielając im pomocy medycznej. W związku z tym „łokietkowcy” byli zaciekle ścigani przez Brygadę Świętokrzyską. 17 października 1944 dowództwo Brygady AL „Świt” objął Tadeusz Łęcki „Orkan”, a „Łokietek” został mianowany zastępcą dowódcy Obwodu III AL i pełnił tę funkcję do stycznia 1945.
Po wojnie został wiceprzewodniczącym Wojewódzkiej Rady Narodowej w Kielcach, oficerem politycznym w KBW, a następnie szefem prokuratury wojewódzkiej w Łodzi. W 1951 został aresztowany pod zarzutem zamordowania Żydów w miejscowości Kotyska w czerwcu 1944, a w 1954 skazany na 8 lat więzienia. W 1956 Sąd Najwyższy nakazał powtórne rozpatrzenie jego sprawy. W 1958 Prokuratura Generalna umorzyła śledztwo stwierdzając, że zabici Żydzi byli współpracownikami okupanta. Później Tadeusz Maj był pułkownikiem rezerwy (w rezerwie od lipca 1945). Pełnił funkcję wicedyrektora Departamentu Kontroli w Ministerstwie Handlu Zagranicznego i  attaché handlowego w Biurze Radcy Handlowego Ambasady PRL w Atenach. Był zastępcą członka Rady Naczelnej ZBoWiD.
Pochowany na Cmentarzu Wojskowym na Powązkach (kwatera D12-2-19).

## Odznaczenia
- Krzyż Kawalerski Orderu Odrodzenia Polski
- Order Krzyża Grunwaldu III klasy[4]
- Złoty Krzyż Zasługi (dwukrotnie)[5]
- Krzyż Partyzancki
- Medal Zwycięstwa i Wolności 1945